# Bear River (Wyoming)
Pour les articles homonymes, voir Bear River.
Bear River est une municipalité américaine située dans le comté de Uinta au Wyoming.
Lors du recensement de 2010, sa population est de 518 habitants. La municipalité s'étend sur 1,90 milles carrés (4,92 km2).